# 布里頓 (密歇根州)
布里頓（英語：Britton）是位於美國密歇根州萊納維縣里奇韋鎮區的一個村。

## 人口
根據2020年美國人口普查的數據，布里頓的面積為2.05平方千米，當中陸地面積為2.05平方千米，而水域面積為0.00平方千米。當地共有人口537人，而人口密度為每平方千米261人。